# Джеймс, Ларри
Джордж Лоренс «Ларри» Джеймс (6 ноября 1947 года, Маунт-Плезант, шт. Нью-Йорк, США — 6 ноября 2008 года, Гэллоуэй, шт. Нью-Джерси, США) — американский легкоатлет, выступавший в беге на 400 метров и эстафете 4×400 м.

## Биография
Родился 6 ноября 1947 года в Маунт-Плезант, шт. Нью-Йорк. Учился в средней школе Уайт-Плейнз, с седьмого класса занимался лёгкой атлетикой, выступал в барьерном беге и тройном прыжке.

### Спортивная карьера
На Олимпийских играх 1968 года в Мехико завоевал серебряную медаль в беге на 400 метров с результатом 43,97 с, превышавшим прежний мировой рекорд. Тогда же вместе с Винсентом Мэттьюзом, Роном Фримэном и Ли Эвансом завоевал золото в эстафете 4×400 м с мировым рекордом 2:56,16 с, который был превзойдён только в 1992 году.

### Отборочный олимпийский турнир 1968 года
Чтобы обеспечить адекватный отбор спортсменов в условиях, когда между чемпионатом США (традиционно проводится в июне), и Олимпийскими играми (в 1968 году проводились в октябре) существовал 4-месячный временной разрыв, отборочный турнир проводился в два этапа. Первый этап (полуфинальный отборочный турнир) прошёл в Лос-Анджелесе 29-30 июня и отличался неопределённым статусом, плохой организацией, конфликтами между спортсменами, спортивным руководством и прессой. Как следствие, результаты соревнований оказались невысокими. Основной отборочный турнир прошёл в Эхо-Саммит 6—16 сентября в условиях, максимально приближённых к высокогорному Мехико, по четырёхэтапной олимпийской системе предварительных соревнований (забеги — четвертьфиналы — полуфиналы — финалы). Эти соревнования давали окончательную олимпийскую путёвку и отличались напряжённой борьбой и результатами мирового уровня.

### Тренерская работа
В течение 28 лет Джеймс занимал пост декана спортивных и рекреационных программ и служб в Колледже Ричарда Стоктона в Нью-Джерси. Его именем назван футбольный и легкоатлетический стадион колледжа.
Джеймс был руководителем команды США на чемпионате мира по лёгкой атлетике 2003 года в Париже, а также председателем бюджетного комитета Федерации лёгкой атлетики США.
В 1987 году в дополнение к степени бакалавра управления бизнесом, полученной в Университете Вилланова, он получил степень магистра публичной политики в Ратгерском университете.
В 2003 году Ларри Джеймс внесён в Зал славы лёгкой атлетики США.
Ларри Джеймс умер в день 61-летия 6 ноября 2008 года в своём доме в Гэллоуэй от рака толстой кишки.

## Цитаты
Я начал заниматься лёгкой атлетикой в седьмом классе, потому что не мог делать ничего другого так же хорошо.
Из интервью журналу «Track and Field News», 1968.
Оригинальный текст (англ.)I started track in seventh grade because I couldn’t do anything else very well.